# هیمیش ترنبول
هیمیش ترنبول (انگلیسی: Hamish Turnbull؛ زادهٔ ۱۳ ژوئیهٔ ۱۹۹۹) دوچرخه‌سوار پیست اهل بریتانیا است.
وی در مسابقات کشوری و بین‌المللی در مجموع برندهٔ ۲ مدال نقره، ۲ مدال برنز شده است.